# Björn Runström
Björn Sandro Runström (Stoccolma, 1º marzo 1984) è un ex calciatore svedese, di ruolo attaccante.

## Carriera
Björn è cresciuto nella periferia sud di Stoccolma. Inizia a giocare all'età di 6 anni per le giovanili dell'Enskede, dove rimane fino all'età di 12 anni. Nel 1996 viene scoperto da una delle più importanti squadre di Stoccolma, l'Hammarby. Qui Björn cresce dal punto fisico e tecnico, quando nel 2000 viene scoperto da Oreste Cinquini il ds del Bologna che lo preleva e lo porta a giocare nelle giovanili rossoblu. Nel 2001 con gli allievi conquista il Campionato Allievi Nazionali 2000-2001, nella finale vinta contro i pari età della Roma.
A 17 anni viene portato in prima squadra, senza riuscire ad esordire in partite ufficiali.
Così nel 2002 viene ceduto al Chievo Verona ma anche qui continua a giocare soltanto in primavera. Nel 2003 lo acquista la Fiorentina ma l'esperienza in viola non è molto producente. Infatti la squadra viola avrebbe voluto vendere il giovane attaccante svedese alla squadra del Djurgårdens IF Fotboll per avere in cambio il promettente Kim Källström, ma Runström rifiutò.
Nel 2004 torna in Svezia nella squadra che l'ha fatto crescere, l'Hammarby, con la quale colleziona 57 incontri e 18 gol. Questo fa nascere interesse nei suoi confronti da parte della squadra inglese del Fulham, che lo acquista nel luglio del 2006 per 700000 sterline.
Agli inizi del 2007 dopo solo poche apparizioni tra i titolari viene dato in prestito per un mese al Luton, dove riesce a segnare 2 gol. Ritornato dal prestito, nell'estate del 2007 il Fulham lo cede in prestito alla squadra tedesca del Kaiserslautern, dove nella stagione 2007-2008 colleziona 28 incontri con 4 gol.
Il 4 giugno 2008 viene ceduto in modo definitivo alla squadra danese dell'Odense.
Il 23 febbraio 2010 il Molde ingaggia il giocatore in prestito per tutta la stagione. Dopo aver militato nuovamente nelle file dell'Hammarby, è passato agli statunitensi del New England Revolution.

## Palmarès

### Club

#### Competizioni nazionali
- Serie C2: 1

Florentia Viola: 2002-2003

#### Competizioni giovanili
- Campionato Allievi Nazionali: 1

Bologna: 2000-2001